# Modellvillan 21

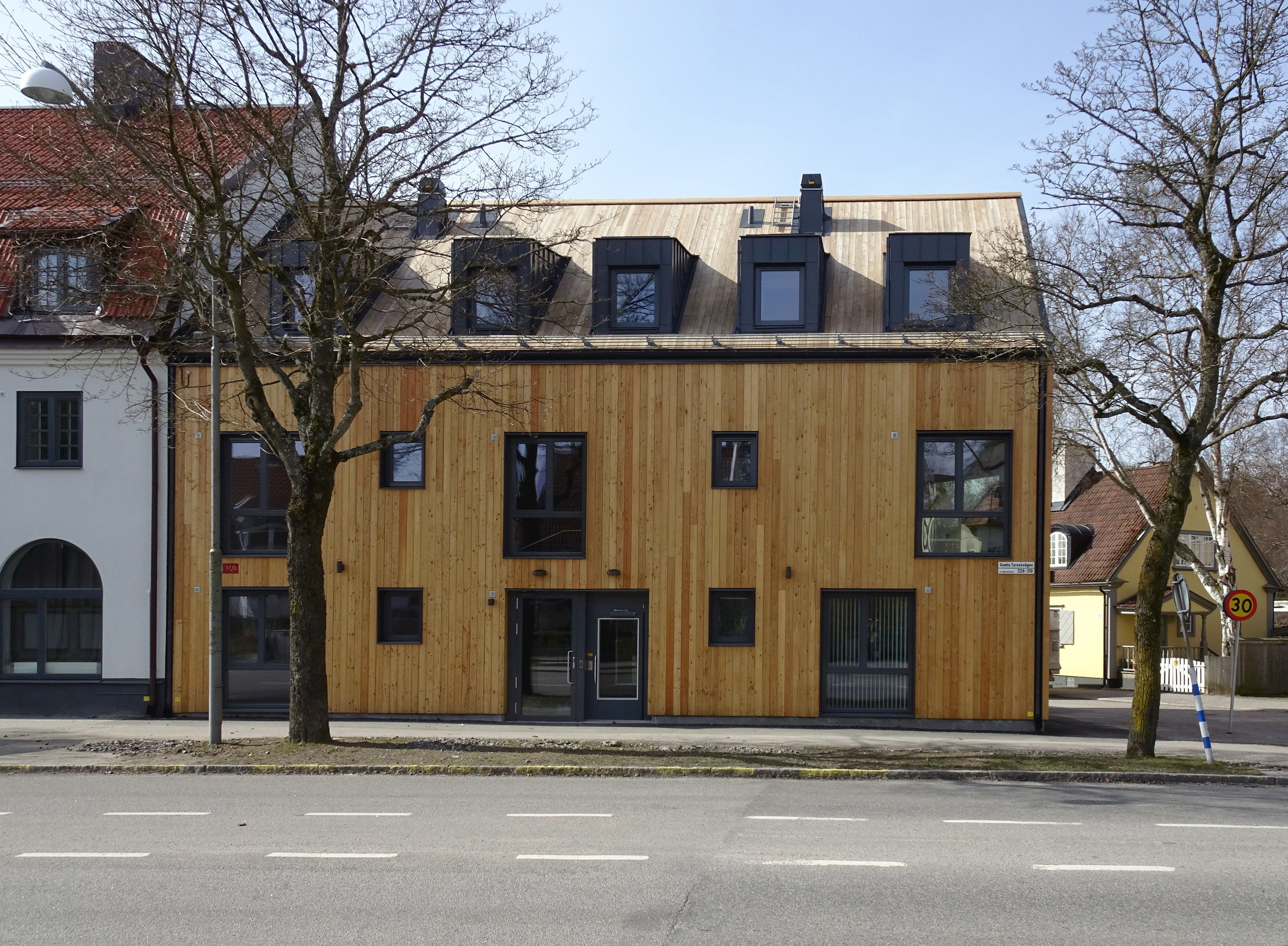
Fasad mot Gamla Tyresövägen, 2017.

Modellvillan 21 är en fastighet i kvarteret Modellvillan vid Gamla Tyresövägen 310 i stadsdelen Enskededalen i södra Stockholm. Byggnaden uppfördes år 2016 och utnämndes till Årets Stockholmsbyggnad 2017.

## Beskrivning
Byggnaden ersatte en låg envåningsbyggnad från 1944 i hörnet Gamla Tyresövägen / Slåttervägen som ursprungligen var en butikslokal. Övriga byggnader i kvarteret mot Gamla Tyresövägen utgörs av flerbostadshus i två våningar som uppfördes på 1920-talet efter ritningar av arkitekt Ernst E. Pettersson. År 2016 revs den gamla butikslokalen och på platsen uppfördes nuvarande bostadshus efter ritningar av arkitektkontoret Arkitema med Titania som beställare. 
Nybygget inrymmer åtta lägenheter, därav fyra små ettor på bottenvåningen och fyra något större etagelägenheter med en övervåning på vinden. Mot baksidan finns balkonger. Samtliga fasader och yttertaket kläddes med panel av lärkträ som med tiden kommer att gråna. Samtidigt med tillbyggnaden har det befintliga huset renoverats.

## Juryns kommentar
"Ett modigt materialval. I byggnaden finns en tydlig koppling mellan såväl det gamla och det nya, som skalorna i omgivningen. Den är till synes enkel men med finess, den tar plats utan att dominera."

## Bilder

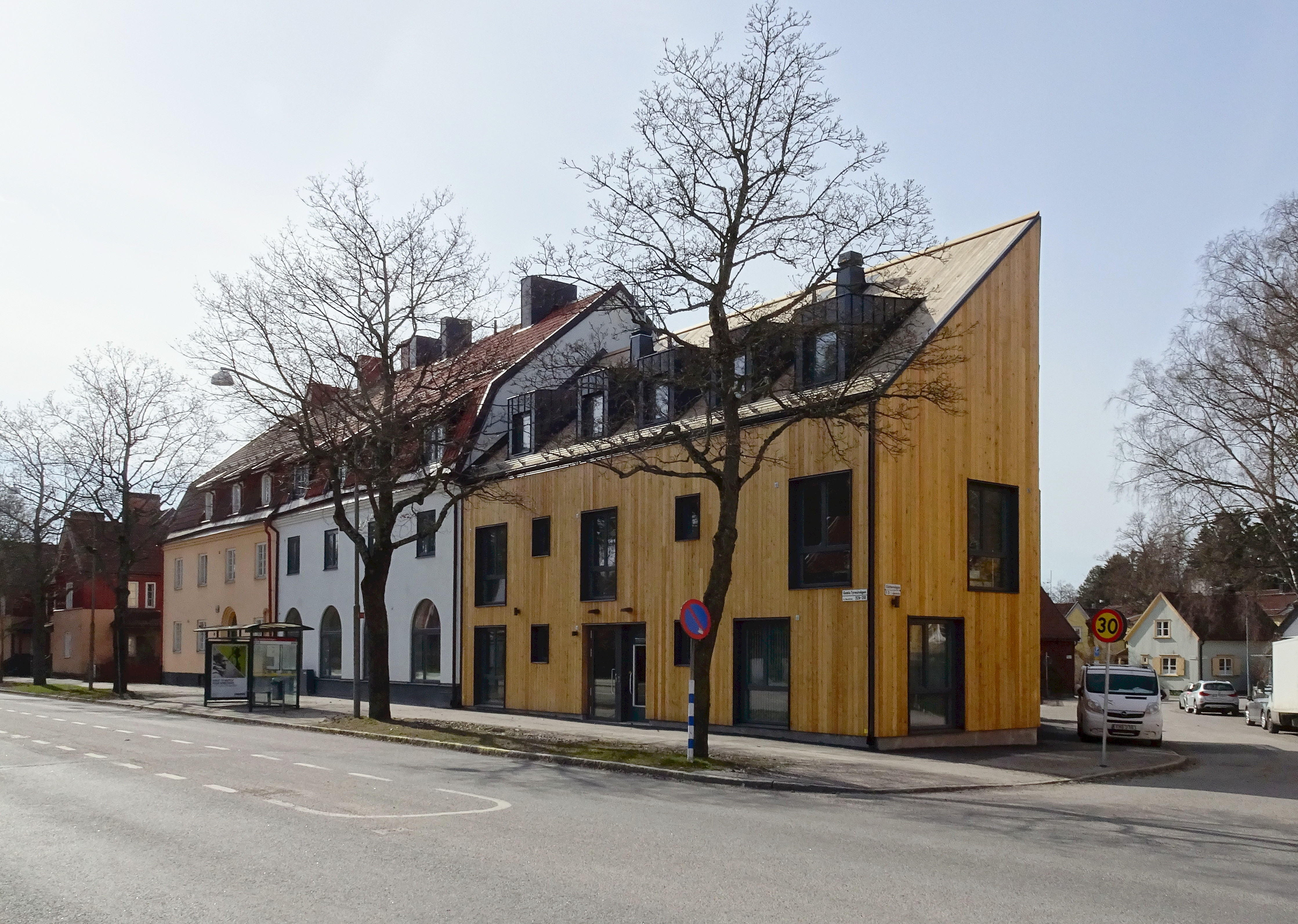
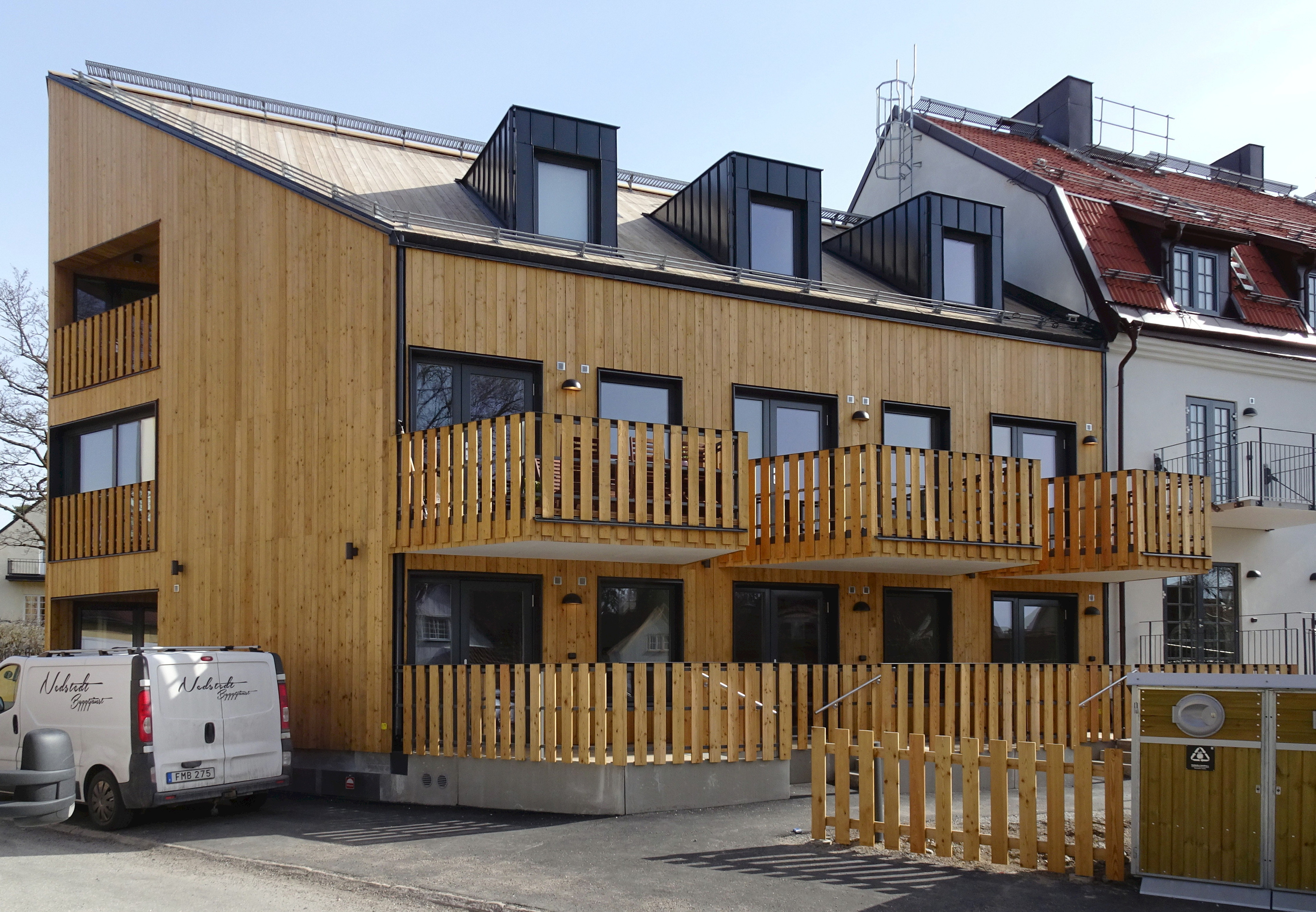
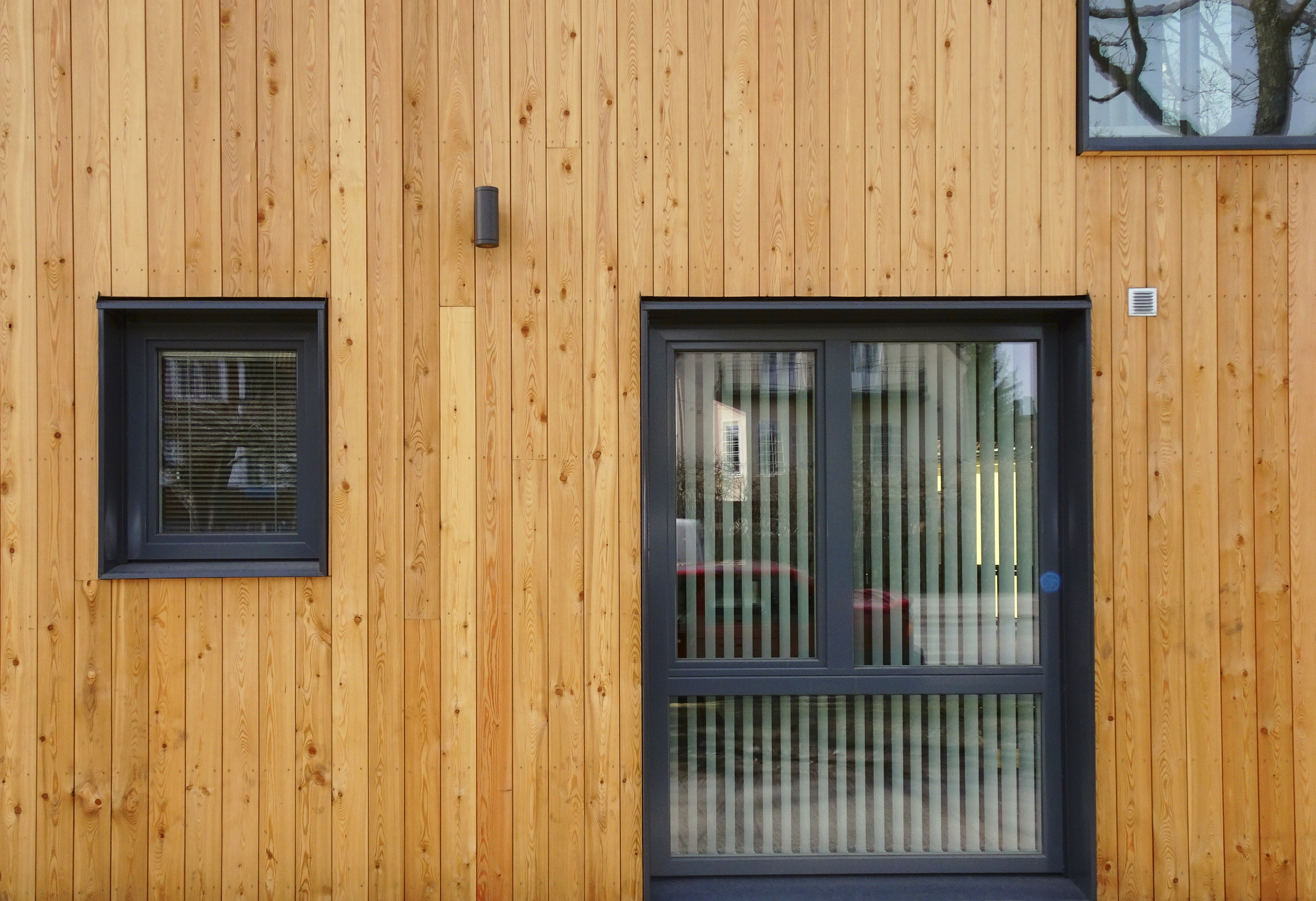
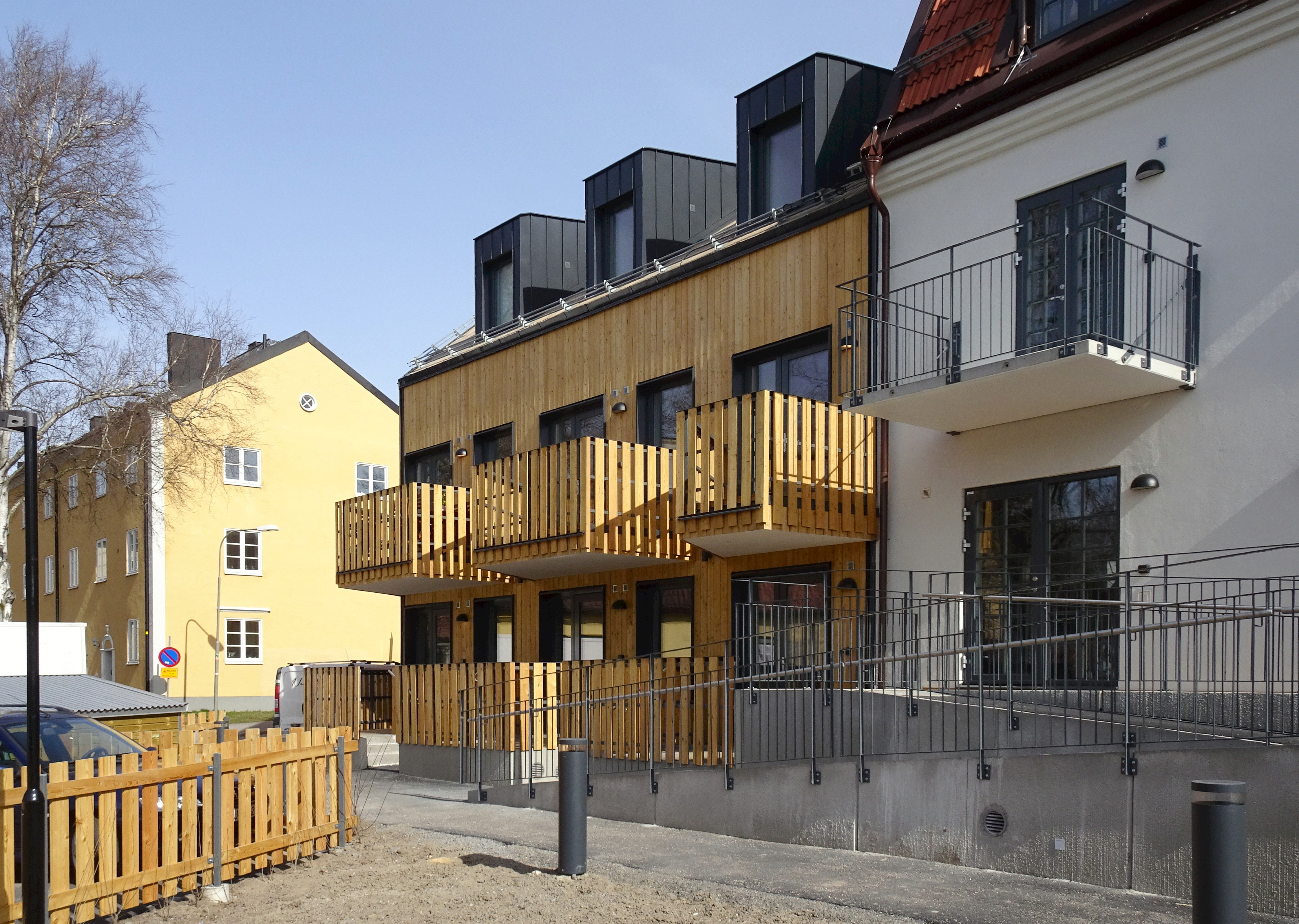